# Marigny-le-Lozon
Marigny-le-Lozon es una comuna nueva francesa situada en el departamento de Mancha, de la región de Normandía.

## Historia
Fue creada el 1 de enero de 2016, en aplicación de una resolución del prefecto de Mancha de 15 de diciembre de 2015 con la unión de las comunas de Lozon y Marigny, pasando a estar el ayuntamiento en la antigua comuna de Marigny.

## Demografía
| Gráfica de evolución demográfica de Marigny-le-Lozon entre 1800 y 2013 |
|                                                                        |

Los datos entre 1800 y 2013 son el resultado de sumar los parciales de las dos comunas que forman la nueva comuna de Marigny-le-Lozon, cuyos datos se han cogido de 1800 a 1999, para las comunas de Lozon y Marigny de la página francesa EHESS/Cassini. Los demás datos se han cogido de la página del INSEE.

## Composición
| Comuna delegada | Código INSEE | Población (2013) | Superficie (km²) | Densidad (hab./km²) |
| --------------- | ------------ | ---------------- | ---------------- | ------------------- |
| Lozon           | 50280        | 300              | 8.86             | 34                  |
| Marigny         | 50292        | 2250             | 10.31            | 218                 |